# المدرسة الدولية البنجلاديشية (الدمام)
المدرسة الدولية البنجلاديشية في الدمام هي مدرسة دولية تقع في الدمام في المنطقة الشرقية.

## التأسيس
تأسست المدرسة في 1 يناير 1987 حيث اقترح سعادة هدايت أحمد سفير بنغلاديش أن تكون المدرسة جزء من الجناح التعليمي والثقافي لسفارة بنغلاديش في المملكة العربية السعودية، ويتم تشغيل المدرسة من قبل لجنة إدارة المدرسة التي ينتخبها أولياء أمور المدرسة، رئيس المدرسة الحالي هو محمد شاه علام، تضم المدرسة حوالي 1400 طالب من بنغلاديش والهند وسريلانكا ومصر وإريتريا وإثيوبيا وباكستان والسودان والعديد من الدول الأخرى.
تحتوي المدرسة على قسمين:
- قسم المدرسة - الصف KG إلى الصف العاشر
- قسم الكلية - الصف الحادي عشر حتى الصف الثاني عشر

## منهاج دراسي
يتبع BISD نقابة الامتحانات المحلية بجامعة كامبريدج لهيكلها الدراسي. يظهر الطلاب في امتحان المستوى " IGCSE " الخاص بهم بعد الانتهاء من اختبار المستوى X و "AS" و "A" بعد الانتهاء من الصف الحادي عشر والصف الثاني عشر على التوالي. يجري كلا الاختبارين تحت إشراف المجلس الثقافي البريطاني في المنطقة الشرقية. تضم المدرسة 33 معلماً و 51 معلمة من بنغلاديش والهند وباكستان وسريلانكا ونيجيريا . لغة المدرسة هي الإنجليزية ولكن البنغالية والعربية يتم تدريسهما أيضًا كمواد إلزامية.

## مجلس الإدارة
| اسم               | محفظة                         | الجنسية   |
| ----------------- | ----------------------------- | --------- |
| محمد شاه علام     | رئيس                          | بنغلاديشي |
| ملا إخلاص الرحمن  | مدير الأكاديمية               | بنغلاديشي |
| محمد اسد الإسلام  | مدير ومسؤول وأكاديمي          | بنغلاديشي |
| ظاهر الإسلام      | مدير الشؤون الإدارية والمالية | بنغلاديشي |
| محمد بزلور الرحمن | مدير الشؤون المالية           | بنغلاديشي |
| راجول منسم        | عضو مجلس إدارة                | بنغلاديشي |

## الإنجازات
في حفل توزيع جوائز المجلس الثقافي البريطاني السنوي لعام 2006 ، تم تكريم محمد إحسانول هوك على تحقيقه المركز الأول في الرياضيات والاقتصاد على مستوى "A". احتل عقيل محمد حبيب الله المرتبة الأولى في الكيمياء على مستوى "O".

## روابط خارجية
- الموقع الرسمي
- BISD Online Campus